# Anaon – Hüter der Nacht
Anaon – Hüter der Nacht ist eine französisch-deutsche Mystery-Thriller-Serie des Regisseurs David Hourrègue aus dem Jahr 2024. Die sechsteilige Produktion wurde von Studio Hamburg Serienwerft und TM Studios realisiert. In Deutschland wurde die Serie am 28. April 2025 auf ARD Mediathek und ONE veröffentlicht.
„Ich bin ein Liebhaber von Blicken und Stille“, sagt Regisseur David Hourrègue – und genau das spiegelt sich in jeder Szene von Anaon – Hüter der Nacht wider. Die Serie ist nicht nur Mystery, sondern eine visuelle Reise ins Innere von Trauer, Transformation und mythischer Vorahnung.

## Handlung
Zwei Jugendliche geraten in der bretonischen Kleinstadt Harz kurz nacheinander in einen rätselhaften Zustand zwischen Leben und Tod. Während Gendarm Max Sendac (Guillaume Labbé) mit seiner Kollegin Lucie Ker (Eugénie Derouand) auf der Suche nach rationalen Erklärungen ermittelt, macht seine Tochter Wendie (Capucine Malarre) eine unheimliche Erfahrung: Sie begegnet einem Wesen, das nur aus den Geschichten ihrer Omi (Christiane Cohendy) zu stammen scheint – dem Bugul-Noz.
Gemeinsam mit ihren Freunden Léa (Aaliyah Lexilus) und Nathan (Jean-Baptiste Blanc) versucht Wendie, das Rätsel um die mysteriösen Vorfälle zu lösen. Ihr Vater hingegen glaubt zunächst nicht an ihre Erlebnisse und verfolgt seine eigenen Ermittlungsansätze. Während beide auf getrennten Wegen suchen, geraten sie immer tiefer in eine Bedrohung, die weit über das Erklärbare hinausgeht.

## Zwischenwelt und Druidenzauber – Die mythologischen Wurzeln von Anaon
Die Mysteryserie Anaon – Hüter der Nacht verankert ihre Geschichte tief in der keltisch-bretonischen Mythologie. Was als Kriminalfall in einem abgelegenen Dorf beginnt, entfaltet sich schnell zu einer vielschichtigen Auseinandersetzung mit alten Legenden, druidischem Wissen und einem jahrhundertealten Kampf zwischen Leben und Tod.
Zentrales Element ist die sagenhafte Zwischenwelt Anaon, die in der bretonischen Überlieferung als Ort gilt, an dem sich die Seelen der Toten versammeln, bevor sie ihren endgültigen Weg antreten. In der Serie wird Anaon nicht nur zum Schauplatz einer metaphysischen Bedrohung, sondern zum Spiegel persönlicher und kollektiver Verluste. Besonders die junge Wendie (Capucine Malarre) erlebt die Berührung mit dieser Welt als inneren wie äußeren Ausnahmezustand – eine Transformation, die in Episode 2 durch ihre Verbindung zu ihrer Großmutter Jeanne (Christiane Cohendy) erstmals angedeutet wird.
Ein zentrales Symbolgeflecht bildet das Ogham-Alphabet, ein altes keltisches Schriftsystem, das in Anaon zur Markierung von „auserwählten“ Familien dient. Die Ogham-Zeichen (Beith, Duir, Ruis) tauchen an Gräbern, auf Grabplatten und in rituellen Räumen auf – etwa in der Kapelle in Episode 5, deren Granitsäulen mit Zeichen versehen sind, die auf ein uraltes druidisches Erbe hinweisen. Die Jugendlichen entdecken nach und nach, dass die Opfer einer übernatürlichen Macht nicht zufällig gewählt wurden: Sie alle stammen von Familien ab, die einst ein heiliges Bündnis geschlossen hatten.
Diese Macht hat in der Serie einen Namen: Bugul-Noz, der „Hirte der Nacht“. Der aus der bretonischen Folklore übernommene Nachtgeist wird in Episode 1 und 3 zunächst als düstere Legende eingeführt – mit flackernden Lichtern, stummen Opfern und verschwundenen Jugendlichen. In Episode 5 begegnet Wendies Vater Max (Guillaume Labbé) dem Wesen beinahe leibhaftig. Es ist nicht nur das mythische Böse, sondern offenbar ein Werkzeug eines Menschen, der die Schwelle zwischen Leben und Tod erneut öffnen will.
In Episode 6 spitzt sich die Handlung zu: Der ritualisierte Raum Nemeton, in dem Wendie festgehalten wird, ist über und über mit Ogham-Zeichen bedeckt, die sich zum Zeichen ihrer Familie bündeln. Die letzte Hoffnung, das Unheil aufzuhalten, liegt in der alten keltischen Kultstätte – dem Nemeton, einem spirituellen Ort der Druiden, über dem später eine Kapelle errichtet wurde. Auch dieser Begriff stammt aus realer Mythologie und wird von einem ehemaligen Lehrer (Monsieur Sylvain, gespielt von Loris Verrecchia) in Zusammenhang mit Litha, dem keltischen Mittsommerfest, gebracht. An diesem Wendepunkt des Jahres will der Täter das Tor zur Anaon endgültig öffnen.
Insgesamt gelingt Anaon eine dichte, atmosphärische Verknüpfung von regionaler Legendenwelt und universellen Coming-of-Age-Fragen. Die Auseinandersetzung mit Mythos, Tod und spiritueller Herkunft wird zur Folie für eine moderne Heldinnenreise, die zwischen Grusel, Drama und melancholischer Schönheit changiert – und dabei die Frage stellt, ob alte Geschichten jemals ganz verschwinden.

## Produktion
Die Dreharbeiten fanden vom 21. Mai bis zum 8. August 2024 in der Bretagne statt, unter anderem in Bécherel, Huelgoat und Bannalec. Die Drehbücher wurden von Bastien Dartois, Elsa Vasseur, Marine Maugrain-Legagneur und Sylvain Caron geschrieben. Die Regie übernahm David Hourrègue. Produziert wurde die Serie von Studio Hamburg Serienwerft und TM Studios (früher Tetra Media).

## Veröffentlichung
Die Erstausstrahlung in Deutschland erfolgte am 28. April 2025 auf ONE und in der ARD Mediathek Premiere hatte die Serie beim Festival Series Mania im März 2025 wo es als beste Serie nominiert wurde. Erstausstrahlung in Frankreich war am 4. April 2025 auf Prime Video. Bereits am ersten Wochenende platzierte die Serie auf #4 der meist gesehenen Serien auf Prime Video in Frankreich. Später im Jahr ist die Ausstrahlung über France Télévisions geplant.

## Rezeption
Auf sozialen Plattformen in Frankreich wird die Serie für ihre dichte Atmosphäre, visuelle Stärke und die Verbindung aus bretonischer Mythologie und Coming-of-Age-Themen als europäische Antwort auf Stranger Things gelobt.
Ebenso positiv sind die Reaktionen in Deutschland. DWDL.de nennt die Sendung „besonders sehenswert“.